# Горгольоне
Горгольо̀не (на италиански: Gorgoglione, на местен диалект Gruùglionë, Груульонъ) е село и община в Южна Италия, провинция Матера, регион Базиликата. Разположено е на 800 m надморска височина. Населението на общината е 1022 души (към 2012 г.).